# لج الميل (كعيدنة)

تعديل مصدري - تعديل

لج الميل هي إحدى قرى عزلة بني نشر بمديرية كعيدنة التابعة لمحافظة حجة، بلغ تعداد سكانها 1010 نسمة حسب تعداد اليمن لعام 2004.